# بطولة أمم أوقيانوسيا لكرة السلة 2009
بطولة أمم أوقيانوسيا لكرة السلة 2009 فازت بها نيوزيلندا للمرة الثالثة.

## الفرق التي لم تشارك
| - ساموا الأمريكية - جزر كوك - ميكرونيسيا - فيجي - غوام - كيريباتي - جزر مارشال - ناورو - كاليدونيا الجديدة | - جزيرة نورفولك - جزر ماريانا الشمالية - بالاو - بابوا غينيا الجديدة - ساموا - جزر سليمان - تاهيتي - تونغا - توفالو - فانواتو |

## النتائج
| الفريق الأول | إجم.    | الفريق الثاني | مباراة الذهاب | مباراة الإياب |
| ------------ | ------- | ------------- | ------------- | ------------- |
| أستراليا     | 162–177 | نيوزيلندا     | 84–77         | 78–100        |

| أغسطس 23 6:00 p.m. | التقرير | أستراليا                                     | 84–77 | نيوزيلندا |  | سيدني، نيوساوث ويلز |
| أغسطس 23 6:00 p.m. | التقرير | النقاط حسب الربع: 25-21، 18-21، 18-22، 23-13 |       |           |  | سيدني، نيوساوث ويلز |